# Superstar Recordings
Superstar Recordings ist ein deutsches Plattenlabel, das seit 1998 hauptsächlich Musik und Künstler aus dem Bereich der elektronischen Musik vermarktet und betreut. Der Sitz des Unternehmens ist Berlin. Die CDs des unabhängigen Labels werden vorwiegend von Universal vertrieben, die Vinylveröffentlichungen von Taste Distribution.

## Geschichte
Im August 1998 gründeten der House-Musiker Peter Aleksander und der seinerzeitige Sony-Music-Mitarbeiter Markus Wenzel im südhessischen Mühltal das Label Superstar Recordings. Sie setzten sich das Ziel, wenige Titel zu verlegen, diese aber dafür intensiv zu betreuen und so auf sich aufmerksam zu machen, um „eine Top-Adresse für Produzenten zu werden“. Mit den vier Charts-Titeln A Life so Changed und Return to Paradise, beide von Blue Nature, El Ritmo von Mosquito Headz sowie Sync In von Silent Breed aus den insgesamt sechs Single-Veröffentlichungen gelang ihnen dies bereits im ersten Firmenjahr. Aufgrund des schnellen Erfolges wagten sich die beiden Geschäftsführer Mitte 1999 an die Gründung des Sublabels Popstar Recordings und die Aufstockung ihres Mitarbeiterstabes. Im November 2002 folgte Wenzel einem Angebot von Universal und wurde deren Managing Director. Ende 2004 füllte Frank Fenslau die entstandene Lücke aus. Zum zehnjährigen Firmenjubiläum im Jahr 2008 erfolgte der Umzug nach Berlin-Kreuzberg.

## Repertoire
Internationale Aufmerksamkeit wurde insbesondere mit Künstlern wie Yolanda Be Cool & Dcup, The Disco Boys, Panjabi MC, den Boogie Pimps, Tocadisco, Axwell, Steve Angello, Sebastian Ingrosso, Culture Beat, Supermode, Moguai, Timo Maas, Toktok vs. Nena, Danzel, Global Deejays, Dumonde, Mylo oder auch DAF erreicht. Das Sublabel Popstar Recordings war mit der durch das Internet und TV total bekannt gewordenen Grup Tekkan erfolgreich.
Als einer der größten Erfolge des Labels gilt der Song Mundian To Bach Ke von Panjabi MC, der 2003 mit dem MTV Europe Music Award und dem World Music Award ausgezeichnet wurde. Im selben Jahr wurde Superstar Recordings mit dem Deutschen Dance Award in der Kategorie „Bestes Label“ prämiert. Auch 2004 erhielt die Firma wieder diesen Preis.

### Veröffentlichungen 2007
| Veröffentlichungsdatum | Interpret                            | Titel                                 |
| ---------------------- | ------------------------------------ | ------------------------------------- |
| 05.11.2007             | Eyerer & Chopstick feat. Zdar        | Make My Day (Haunting)                |
| 29.10.2007             | Tocadisco                            | The Black Series - Part 2             |
| 22.10.2007             | The Disco Boys                       | Start All Over Again                  |
| 22.10.2007             | Noel Sinner                          | Pull Over                             |
| 15.10.2007             | Global Deejays feat. Rozalla         | Everybody’s free                      |
| 08.10.2007             | Axwell & Ingrosso vs. Salem Al Fakir | It’s true                             |
| 01.10.2007             | Goodwill & Tommy Trash               | It’s a Swede Thing                    |
| 24.09.2007             | Angello & Ingrosso                   | Umbrella Mixes                        |
| 17.09.2007             | The Admirals feat. Seraphina         | Second Step EP                        |
| 10.09.2007             | Tocadisco feat. Lennart A. Salomon   | Better Begin                          |
| 27.08.2007             | Hi_Tack                              | Let’s Dance                           |
| 16.07.2007             | Boogie Pimps                         | Then Came You                         |
| 09.07.2007             | The Disco Boys                       | I Love You So                         |
| 02.07.2007             | Jordi Gionzales                      | Eisbär                                |
| 18.06.2007             | Axwell                               | I Found U                             |
| 11.06.2007             | Moguai & Tocadisco                   | Freaks                                |
| 28.05.2007             | Tykn ft. Awa                         | Every Word                            |
| 14.05.2007             | Stylophonic                          | Dancefloor                            |
| 07.05.2007             | Tocadisco                            | The Black Series - Part 1             |
| 09.04.2007             | Supermode                            | Tell Me Why - Vocal Mixes             |
| 02.04.2007             | Deck Raiders                         | Just the Way I'd like to go           |
| 12.03.2007             | Boogie Pimps                         | God’s Pimp - The Electronic EP        |
| 05.03.2007             | Global Deejays feat. Technotronic    | Get Up                                |
| 26.02.2007             | Moguai                               | RobotSoul                             |
| 12.02.2007             | The Disco Boys                       | What You Want - Limited Picture Vinyl |
| 22.01.2007             | The Admirals feat. Seraphina         | Männer! Mixes                         |
| 15.01.2007             | Diego Ray                            | Afterlite                             |
| 15.01.2007             | Dave Spoon                           | At Night                              |

## Auszeichnungen
- Dance Music Award
  - 2001: in der Kategorie „Bestes nationales Label“